# Digital Paint: Paintball 2
Digital Paint: Paintball 2 ist ein kostenfrei spielbarer Ego-Shooter auf Basis der quelloffenen Quake-2-Engine und eine PC-Spiel-Umsetzung des Mannschaftssports Paintball. Entsprechend beschießen sich Teams von Spielern gegenseitig mit CO2-Markierern und Farbkugeln. Der ursprünglich als Mod für Quake 2 entwickelte Nachfolger der Quake-Mod Paintball wurde im Juli 1998 als kostenfreier Download veröffentlicht und in der Folgezeit regelmäßig um neue Funktionen ergänzt.
Ende 2015 erschien das Spiel in Deutschland unlizenziert auf CD-ROM im Markt+Technik Verlag. Nach Kontaktaufnahme des US-amerikanischen Hauptentwicklers Nathan Wulf nahm der Verlag das Produkt im April 2016 aus dem Handel.

## Spielprinzip
In Paintball 2 treten zwei bis vier Teams gegeneinander an, die sich gegenseitig mit Farbkugeln und Markierern beschießen. Das Spiel bietet in Ego-Shootern gängige Spielmodi, wie Capture the Flag, King of the Hill, Deathmatch, Team Deathmatch, Pong (Fußball) oder Siege. Eine Partie dauert in der Regel 20 Minuten bzw. bis eine Mannschaft 50 Punkte erreicht hat. Das Erobern der Flagge wird mit zwei bis fünf Punkten, das Markieren aller Gegenspieler mit einem Punkt belohnt. Nach Ende der Partie wird die Karte gewechselt.
Spielern stehen verschiedene Modelle von Markierern zur Auswahl, die entweder bei Spielbeginn verfügbar sind oder im Level eingesammelt werden können. Weiteres Zubehör, wie Hopper, Munitionsboxen in verschiedenen Ausführungen sowie verschiedene CO2-Kapseln und Laufverstärkungen für die Marker, beeinflusst Präzision und Feuerrate der Marker. Auf den Karten sind Rauch- und Farbgranaten verfügbar, die weitere taktische Manöver ermöglichen.

## Rezeption
Hannes Kolar lobte in einem Test für Spieletest.at ein unterhaltsames Gameplay und eine ansehnliche Spielwelt trotz nicht mehr zeitgemäßer Grafik. Dass im Gegensatz zu anderen Genrevertretern kein Blut vergossen werde, sei eine angenehme Abwechslung. Er vergab 8 von 10 Punkten.